# Kriegsverbrecherlisten
Kriegsverbrecherlisten waren vier, in österreichischen Tageszeitungen der Jahre 1945 und 1946 veröffentlichte Personenverzeichnisse von mutmaßlichen Kriegsverbrechern aus Österreich in der Zeit des Nationalsozialismus. Die zweite Kommission der provisorischen österreichischen Regierung erstellte diese Listen zur Vorbereitung für schwere Kriegsverbrecherprozesse.
Die provisorische österreichische Regierung setzte zwei Kommissionen aus hohen Ministerialbeamten, Richtern und Staatsanwälten ein, um gegen verdächtige Personen zu ermitteln. Die erste Kommission befasste sich mit dem Kabinett Arthur Seyß-Inquart von 1938 und weiteren Personen wie Ernst Kaltenbrunner und Guido Schmidt. Das Ergebnis der Erhebungen sollte dem Internationalen Gerichtshof in Nürnberg übermittelt werden.
Aufgabe der zweiten Kommission war es, weitere schwere Kriegsverbrecherprozesse vorzubereiten und die maßgeblichen österreichischen NS-Kriegsverbrecher aufzulisten. Dazu wurden in den österreichischen Zeitungen am 4. Dezember 1945, 13. Jänner 1946, 16. April 1946 und am 5. Juni 1946 Personenverzeichnisse veröffentlicht. In diese Liste wurden hauptsächlich Personen aufgenommen, die sich gegen alle Begriffe der Menschlichkeit und der menschlichen Würde schwer vergangen hatten. Die Kriegsverbrecherlisten schlossen größtenteils mit dem Hinweis, dass sich etwa die Hälfte von den genannten Personen bereits in alliierter Internierung oder österreichischer Haft befände beziehungsweise der Rest noch steckbrieflich gesucht werde. Die Bevölkerung wurde dazu aufgerufen, den Verfolgungsinstanzen zweckdienliche Hinweise zu den beschuldigten Personen zukommen zu lassen.
Die vier Kriegsverbrecherlisten enthielten eine unterschiedliche Anzahl an Namen:
- 4. Dezember 1945: 83[3]
- 13. Jänner 1946: 55[4]
- 16. April 1946: 61[5]
- 5. Juni 1946: 50[6]

Im Rahmen der Operation Last Chance II übermittelt die Zentrale Stelle Ludwigsburg dem österreichischen Justizministerium bis in die Gegenwart die Namen österreichischer Staatsbürger, die in Verbrechen gegen die Menschlichkeit verwickelt sein könnten.

## Erste Kriegsverbrecherliste
| - Maximilian de Angelis - Anton Apold - Carl von Bardolff - Victor Band - Kurt von Barisiani - Hanns Blaschke - Hans Braun - Alois Brunner - Anton Brunner - Sepp Dietrich - Karl Ebner - August Eigruber - Karl Everts - Hans Fischböck - Alfred Frauenfeld - Eduard Alfred Frauenfeld - Karl Gerland - Edmund Glaise-Horstenau - Odilo Globocnik - Leo Gotzmann - Erich Gruber - Theodor Habicht - Otto Hauck - Herbert Hedrich - Walter Hiedler - Rudolf Hitzler - Karl Höfler - Franz Hofer | - Paul Hönigl - Franz Josef Huber - Franz Hueber - Rudolf Franz Kaiser - Ernst Kaltenbrunner - Franz Kamba - Konstantin Kammerhofer - Paul Klammer - Hans vom Kothen - Armin Kraupatz - Fritz Lantschner - Hans Lukesch - Hans Malzacher - Heinrich Mayer-Kelbitsch - Oswald Menghin - August Meyszner - Rudolf Mildner - Kajetan Mühlmann - Hermann Neubacher - Rudolf Neumayer - Walther Nibbe - Christian Nicoli - Herbert Parson - Kurt Pfeil - Leo Pilz - Johann Pöllhuber - Tobias Portschy - Alfred Proksch | - Walter Rafelsberger - Friedrich Rainer - Johann Reichel - Anton Reinthaller - Hermann Reschny - Franz Richter - Felix Rinner - Anton Rintelen - Heinrich Rüdegger - Karl Scharizer - Gustav Adolf Scheel - Baldur von Schirach - Guido Schmidt - Arthur Seyß-Inquart - Franz von Sonnleithner - Franz Steinböck - Leopold Tavs - Otmar Trnka - Sigfried Uiberreither - Otto Wächter - Josias zu Waldeck und Pyrmont - Josef Weninger - Eugen Werkowitsch - Rudolf Weydenhammer - Friedrich Wimmer - Anton Wintersteiger - Josef Zangel |

## Zweite Kriegsverbrecherliste
| - Richard Achleitner - Adolf Anderle - Josef Auinger - Otto Begus - Max Brand - Armin Dadieu - Egon Denz - Johann Feil - Gustav Fischer - Alfred Fleischmann - Franz Gerstl - Hans Glück - Maximilian Grabner - Florian Groß - Josef Handl - Raimund Held - Sepp Helfrich - Adolf Herz | - Erich Heumann - Franz Kleedorfer - Lambert Leutgeb - Erwin Linauer - Hans Lukas - Otto Lurker - Walter Machule - Klaus Mahnert - Emil Marchart - Johann Martis-Anderlan - Anton Matula - Otto Müller - Alfred Niebann - Anton Perger - Karl Prieler - Robert Püringer - Hanns Albin Rauter - Viktor Reindl | - Heinrich Renkwitz - Johann Rixinger - Arnold Rust - Johann Sanitzer - August Schmid von Schmidsfelden - Ferdinand Schmidt - Philipp Alois von Schoeller - Siegfried Seidl - Paul Sernetz - Johann Karl Stich - Robert Stöger - Josef Stüber - Hugo Suette - Johann Tasatti - Eduard Tucek - Adolf Wallner - Helmut Wolf - Josef Zehlein |

## Dritte Kriegsverbrecherliste
| - Franz Aldrian - Eduard Ambrosch - Gerhard Amlacher - Josef Bachmayer - Alois Baumgartner - Anton Baumgartner - Wilhelm Beiglböck - Hans Berner - Kurt Bramberger - Erich Breunig - Helmut Breymann - Josef Cech - Richard Eisenmenger - Erwin Falkner - Rupert Felser - Emil Gelny - Martin Gitmayer - Rudolf Grafinger - Josef Heiden - Johann Hauff | - Ernst Illing - Erwin Jekelius - Otto Kittel - Moritz Krenschker - Josef Kracker-Semler - Edmund Kratky - Wihelm Krone - Kühnle (Leutnant) - Karl Künzel - Robert Linke - Rudolf Löderer - Karl Macher - Sepp Mayer - Meier (Hauptmann) - Johann Meißner - Fritz Meldt - Paul Messiner - Sepp Nemetz - Neumann (Major) - Georg Novotny | - Karl Pap - Franz Priesner - Max Primbs - Edwin Renner - Franz Retter - Johann Röhrling - Erich Rothe - Michael Scharpf - Scheffzig - Josef Schwammberger - Leopold Seehofer - Johann Seidel - Anton Steinmetz - Adolf Storms - Max Thaller - Josef Utz - Anton Voß - Wilhelm Vrtoch - Johann Wallner - Alfred Weber |

## Vierte Kriegsverbrecherliste
| - Stephan Beiglböck - Heinrich Berger - Georg Bertaloth - Andreas Bolek - Karl Chudziak - Hans Czermak - Karl Dumböck - Otto Feichtmayer - Anton Fellner - Max Großkopf - Hans Heidingsfelder - Hans Helm - Werner Hilliges - Emil Jäger - Fritz Klement - Karl Otto Koch | - Karl Koplin - Franz Langoth - Werner Mirtl - Werner Muff - Josef Muralter - Emmerich Nagy - Eduard Nicka - Gustav Nosske - Walther Oberhaidacher - Hans Paris - Alfred Persche - Franz Peterseil - Heinz Pfanner - Josef Plakolm - Franz Podezin - Burghart Pötscher | - Georg Prohaska - Wilhelm Richter - Julius Ringel - Arthur Rödl - Heinrich Scharf - Erwin Schulz - Viktor Siegl - Adolf Sinzinger - Anton Slupetzky - Kurt Stage - Georg Stuhler - Michael Weber - Heinz Weithner - Mauritz von Wiktorin - Bernhard Witke |